# 杜埃 (作家)
杜埃（1914年—1993年），原名曹传美、曹家裕、曹芥茹，笔名巴东、拜士、杜鹃、杜洛、杜洛儿、赫尔、芥如、欧阳瑞薇、T.A.等，广东大埔人，中国作家、文学评论家，曾任中共广东省委宣传部副部长，广东省文学艺术界联合会第一副主席、名誉主席。